# Acide acéburique
Ne doit pas être confondu avec acide acéturique.
L'acide acéburique, également appelé acide 4-acétoxybutanoïque ou acétate d'acide 4-hydroxybutyrique, est un médicament décrit comme un analgésique qui n'a jamais été commercialisé. C’est l’ester acétylique du gamma-hydroxybutyrate (GHB, qui est la base conjuguée de l'acide 4-hydroxybutanoïque), qui, compte tenu de sa relation structurelle avec le GHB, se comporterait probablement comme un prodrogue[réf. souhaitée].